# Lepidochrysops braueri
Brauer’s Blue (Lepidochrysops braueri) là một loài bướm ngày thuộc họ Bướm xanh. Loài này có ở Nam Phi, nơi Loài này có ở fynbos on the Swartberg range from the East Cape to Seweweekspoort và Klein Swartberg in the West Cape. Nó cũng found on the Rooiberg.
Sải cánh dài 33–37 mm đối với con đực và 34–38 mm đối với con cái. Con trưởng thành bay từ tháng 11 đến tháng 1. Có một lứa một năm.